# 제8회 대한민국국제청소년영화제
제8회 대한민국국제청소년영화제는 2008년 10월 30일에 열린 시상식이다.

## 수상 및 후보

### 단체상 - 대상
- 밤이 너무 길어 - 이승환 수상
- 자판기 - 최효선 수상
- Magic pencil - 변수빈 수상

### 단체상 - 금상
- 그냥 그 자리에 그대로 있어 - 이우석 수상
- 현실 - 김송준 수상
- 아이들이 사라졌어요 - 배진솔 수상

### 단체상 - 은상
- 몽상 - 배두호 수상
- Girl's talk - 김진주 수상
- 삼각관계 - 조연지 수상

### 단체상 - 동상
- 대결 - 이정우 수상
- 170mm - 변성빈 수상
- A connection line - 엄홍식 수상
- 다섯손가락 - 문수경 수상
- Study one more time - 김하원 수상
- Misunderstanding - 진승호 수상

### 단체상 - 장려상
- 소녀의 편지 - 이창진 수상
- 잘못된 만남 - 김형규 수상
- 순환적 시간 - 최성현 수상
- 엄마의 영화, 빨간구두아가씨 - 이용의 수상
- 2MAN - 변성빈 수상
- 송아지 탈출기 - 김영석 수상
- Target 5630 - 한동헌 수상
- 일상탈출 - 김민주 수상
- 마음잡이 인공술사 - 조은지 수상
- 내꿈, 날아오르다 - 김수빈 수상

### 특별상 - 청년부문대상
- 이제는 생태하천이다 - 강주진 수상
- 활짝우는 남자 - 최청일 수상
- 양두마리 - 김준 수상
- 예뻤어 - 김회종 수상
- Traffic Lights(신호등) - 최원석 수상
- KH1 - 김윤 수상
- 두발인생 - 정지혜 수상
- 봄날 - 김송준 수상
- 웃음을 잃어버린 大田川 - 김학영 수상
- 친구를 향한 손짓 - 윤  한 수상
- 미친사랑의 노래 - 한송이 수상

### 우수 연출상
- 현실(現室) - 김송준 수상
- 밤이너무길어 - 이승환 수상

### 우수 연기상
- 밤이너무길어 - 김현진 수상
- Empty - 강보경 수상

### 우수 조명상
- Girl's talk - 이   슬 수상
- 현실(現室) - 박근주 수상

### 우수 기획상
- 순환적 시간 - 최성현 수상
- 송아지 탈출기 - 김영석 수상

### 우수 편집상
- 2MAN - 변성빈 수상
- 오해의시작 - 김정우 수상

### 우수 촬영상
- 현실(現室) - 이충현 수상
- 잘못된 만남 - 윤재원 수상

### 우수 음악상
- Continue - 강민수 수상
- 밤이너무길어 - 김예은 수상

### 우수 시나리오상
- 오해의시작 - 김정우 수상
- A connection line - 엄홍식 수상

### 청소년 심사위원단상
- 대결 - 이정우 수상

### 인기상
- 가까이 - 서희원 수상
- Loving you - 노형돈 수상
- Study one more time - 김하원 수상

### 아역연기상
- 그냥 그 자리에 그대로 있어 - 이현준 수상

### 청소년지도대상
- 정은환 수상
- 안일용 수상
- 김승태 수상
- 배창옥 수상

### 감사패
- 이정인 수상

### 상영작
- 보상(Reward) - 손종규
- How to be Sexy - 김정현
- 그녀를 만나는 곳 100m 전 - 박규범
- 어시장 - 유진훈
- 대낮에 난데없이 - 한준용
- S1(에스-원) - 서재왕
- 12살 이야기 - 이형석
- 어항 속 물고기들 - 한혜미
- 이런데서 혼자 뭐해요? - 조은영
- 그곳엔 피 흘린 시체가 있다 - 김병렬
- 758 - 이혜빈
- 야구소녀 - 이풍귀
- 개소리 - 김원희
- 원더풀 월드 - 손정현
- 그라운드 홈런 - 곽영욱
- 유예 - 이용의
- Holic Day - 안예랑
- Coin - 정형석
- 헬로,레인!(Hello,Rain!) - 전은지
- cold smell - 이언호
- 파일럿 피쉬 - 김원학
- Empty - 김  호
- When the windows Open - 최다랑
- 너는 나에게 - 김경주
- Fever Dream - 임재은
- 솔직함이 아름다운 그녀들 - 문예림
- 지상낙원 - 송주영
- 편의점 습격 - 남현준
- Lumen 빛 - 신현진
- 문워크 - 오세진
- 학교 가는길 - 양미란
- 소통 - 김  별
- 종이쪼가리 - 오영주
- 사랑과 우정사이 - 연현철
- RUN - 이창희 외1명
- ideal - 윤대원
- 고양이가면 - 이원영
- 김치소년 - 김혜경
- 가면 - 민경진
- 인형계단 - 서정민
- 네발자전거 - 이가은
- DEADY - 최다랑
- 보도위의 남과 여 - 김진호
- 바세린 - 정준호